# Svenska serien i ishockey 1942/1943
Svenska serien i ishockey 1942/1943 var den åttonde säsongen av Svenska serien som högsta serien inom ishockey i Sverige och den spelades som en dubbelserie i 14 omgångar där alla lag mötte varandra två gånger. Serien vanns av Hammarby IF före AIK. Serien kunde inte spelas färdigt under vintern utan tre matcher flyttades till november, en betydelselös match ställdes in.

## Poängtabell
| Nr | Lag                  | S  | V  | O | F  | GM | IM | MS  | P  |
| -- | -------------------- | -- | -- | - | -- | -- | -- | --- | -- |
| 1  | Hammarby IF          | 14 | 11 | 1 | 2  | 63 | 15 | +48 | 23 |
| 2  | AIK                  | 14 | 9  | 2 | 3  | 40 | 26 | +14 | 20 |
| 3  | Södertälje SK        | 14 | 7  | 5 | 2  | 38 | 19 | +19 | 19 |
| 4  | IK Göta              | 14 | 8  | 1 | 5  | 38 | 27 | +11 | 17 |
| 5  | Karlbergs BK         | 14 | 5  | 2 | 7  | 33 | 47 | −14 | 12 |
| 6  | Reymersholms IK      | 14 | 4  | 1 | 9  | 20 | 37 | −17 | 9  |
| 7  | UoIF Matteuspojkarna | 13 | 1  | 3 | 9  | 28 | 57 | −29 | 5  |
| 8  | IFK Mariefred        | 13 | 2  | 1 | 10 | 19 | 51 | −32 | 5  |

Matchen Mariefred–Matteuspojkarna ställdes in, betydelselös för slutresultatet.